# Nadagara vigaia
Nadagara vigaia är en fjärilsart som beskrevs av Walker 1862. Nadagara vigaia ingår i släktet Nadagara och familjen mätare. Inga underarter finns listade i Catalogue of Life.